# Liste der Bürgermeister von Edam-Volendam
Dies ist die Liste der Bürgermeister der Gemeinde Edam-Volendam in der niederländischen Provinz Noord-Holland.
| Bürgermeister                              | Bürgermeister                              | Partei | Partei    | Amtszeit  | Anmerkungen   |
| ------------------------------------------ | ------------------------------------------ | ------ | --------- | --------- | ------------- |
|                                            | Hendrik Johan Calkoen                      |        |           | 1883–1918 |               |
|                                            | Theodorus Carolus Petrus Maria Kolfschoten |        |           | 1918–1938 |               |
|                                            | Clement Gerardus Maria van Baar            |        |           | 1938–1944 |               |
|                                            | Hendrik August van Baak                    |        | NSB       | 1944–1945 |               |
|                                            | Paul Willem Terwindt                       |        |           | 1945–1946 | kommissarisch |
|                                            | Clement Gerardus Maria van Baar            |        |           | 1946–1959 |               |
| Franciscus Johannes Josephus Maria Boelens | Franciscus Johannes Josephus Maria Boelens |        |           | 1959–1968 |               |
| Koos Kok                                   | Koos Kok                                   |        | CDA       | 1968–1978 |               |
| Frits Pouw                                 | Frits Pouw                                 |        | CDA       | 1978–1983 |               |
|                                            | Willem van der Knoop                       |        | PvdA      | 1983–1984 | kommissarisch |
|                                            | Wim Westendorp                             |        | CDA       | 1984–1995 |               |
| Frank IJsselmuiden                         | Frank IJsselmuiden                         |        | CDA       | 1995–2001 |               |
|                                            | Hans Bulte                                 |        | CDA       | 2001–2003 | kommissarisch |
|                                            | Willem van Beek                            |        | CDA       | 2003–2016 |               |
|                                            | Lieke Sievers                              |        | parteilos | 2016–2025 |               |
|                                            | Rick Beukers                               |        | VVD       | 2025–     | [ 1 ]         |